# Kerkstraat (Amsterdam)
De Kerkstraat is een straat in het centrum van Amsterdam. De straat loopt van de Leidsegracht in oostelijke richting naar de Magere Brug over de Amstel. De Kerkstraat loopt evenwijdig tussen de Keizersgracht en de Prinsengracht en kruist de Leidsestraat, de Nieuwe Spiegelstraat, de  Vijzelstraat, de Reguliersgracht en de Utrechtsestraat. De Kerkstraat grenst (ter hoogte van nr. 339) aan het Amstelveld.

## Aanleg en benamingen
Al eerder bestond in Amsterdam een Kerkstraat. Oorspronkelijk heette het noordelijke deel van de Warmoesstraat (tot de Oude Kerk) Kerkstraat, naar de Oude Kerk die aan deze straat staat, maar vanaf de 17e eeuw werd ook dit deel van de straat Warmoesstraat genoemd.
De straat maakte deel uit van het plan voor de vierde uitleg, dat Daniël Stalpaert in 1663 ontwierp. Hij bedacht een extra straat tussen Keizersgracht en Prinsengracht om de grachtenhuizen een achteringang te verschaffen waar men een koetshuis kon bouwen. Verder was het de bedoeling om vier geplande kerken in deze stadsuitbreiding met elkaar te verbinden: de Amstelkerk, de Oosterkerk en twee kerken die nooit zijn gebouwd, één bij het Molenpad en één bij de Weesperstraat. Met de aanleg werd begonnen in 1665.
Het deel van de Kerkstraat ten oosten van de Amstel heeft later andere namen gekregen. Vanaf de Amstel gezien:
- Nieuwe Kerkstraat
- Plantage Kerklaan
- Korte Kerkstraat (in 1943 omgedoopt in Tussen Kadijken)

De Magere Brug over de Amstel, tussen Kerkstraat en Nieuwe Kerkstraat, heette oorspronkelijk Kerkstraatbrug.

## Karakter en gebruik
Aan de Kerkstraat stonden de koetshuizen en paardenstallen van de grachtenpanden. Het grachtenhuis en het koetshuis hoorden vaak kadastraal bij elkaar. Aan de Kerkstraat staan vandaag de dag nog 45 voormalige koetshuizen.
Sommige koetshuizen werden rijkelijk versierd, zoals het koetshuis van Keizersgracht 524 aan de Kerkstraat 61. Dit koetshuis heeft aan de tuinzijde een siergevel met beelden van Ceres en Herakles. Een schilderij van deze gevel door Hendrik Keun behoort tot de collectie van het Rijksmuseum.
Op de plek van het voormalige postkantoor (nr. 169) stond vroeger een rooms-katholieke schuilkerk, Het Vrede-Duifje, in 1796 vervangen door De Duif aan de Prinsengracht. Aan Kerkstraat 342 staat de kapel Immanuël, begin 20e eeuw gebouwd voor de pinkstergemeente en van 1995 tot 2005 in gebruik door de Russisch-orthodoxe parochie Heilige Nicolaas van Myra.
Het begin van de Kerkstraat, aan weerszijden van de Leidsestraat, gold vanaf de jaren zestig tot de jaren tachtig als de bekendste homo-uitgaansstraat van de stad, een positie die nadien werd overgenomen door de Reguliersdwarsstraat. Als eerste vestigde zich in 1951 homohotel Unique in de Kerkstraat, vanaf midden jaren zestig gevolgd door onder andere bars zoals Cosmo, Lord en De Pul, discotheek Homolulu en nachtsauna Thermos. Overgebleven uit die tijd zijn alleen nog de Spijker Bar en een op homo's gerichte fetishwinkel. Daarnaast opende in 2008 een nieuwe cruiseclub onder de naam Church. 
Bij de kruising met de Vijzelstraat verrees in de jaren 1926-'28 de 'Vijzelflat' of wel 'Amstelstein' naar ontwerp van de Amsterdamse School-architect J.M van der Mey. Deze flat was over de Kerkstraat heen gebouwd, waar een soort poort ontstond. In 1955 stortte een deel van dit gebouw in, waarna het in 1962 werd gesloopt om plaats te maken voor een pand van de Algemene Bank Nederland. Dit door Marius Duintjer ontworpen en in 1969-'73 gebouwde bankgebouw, ook weer met een poort over de Kerkstraat, werd later de Vijzelbank genoemd.

Kerkstraat 350 t/m 362 in 1979
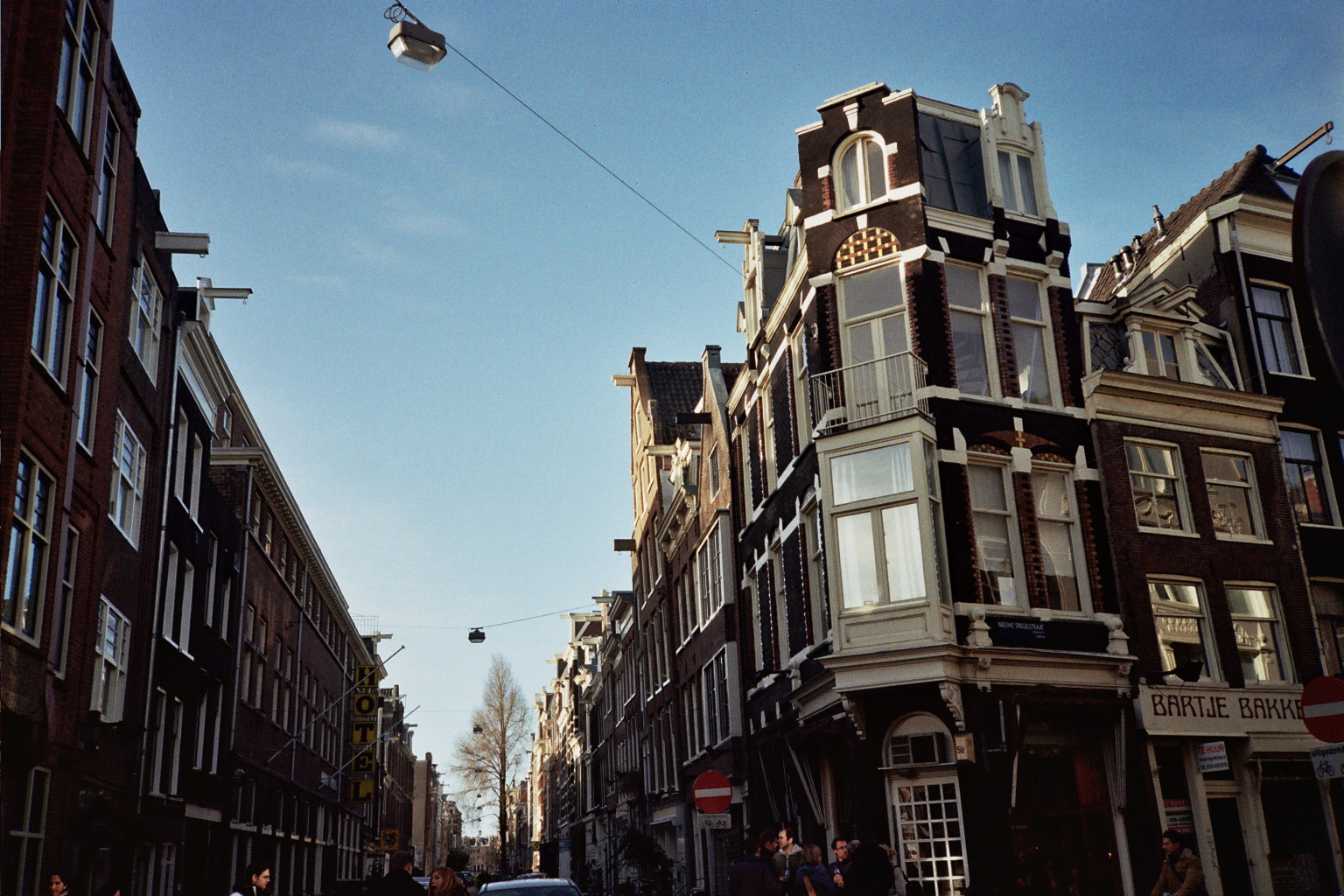
De Kerkstraat, hoek Nieuwe Spiegelstraat
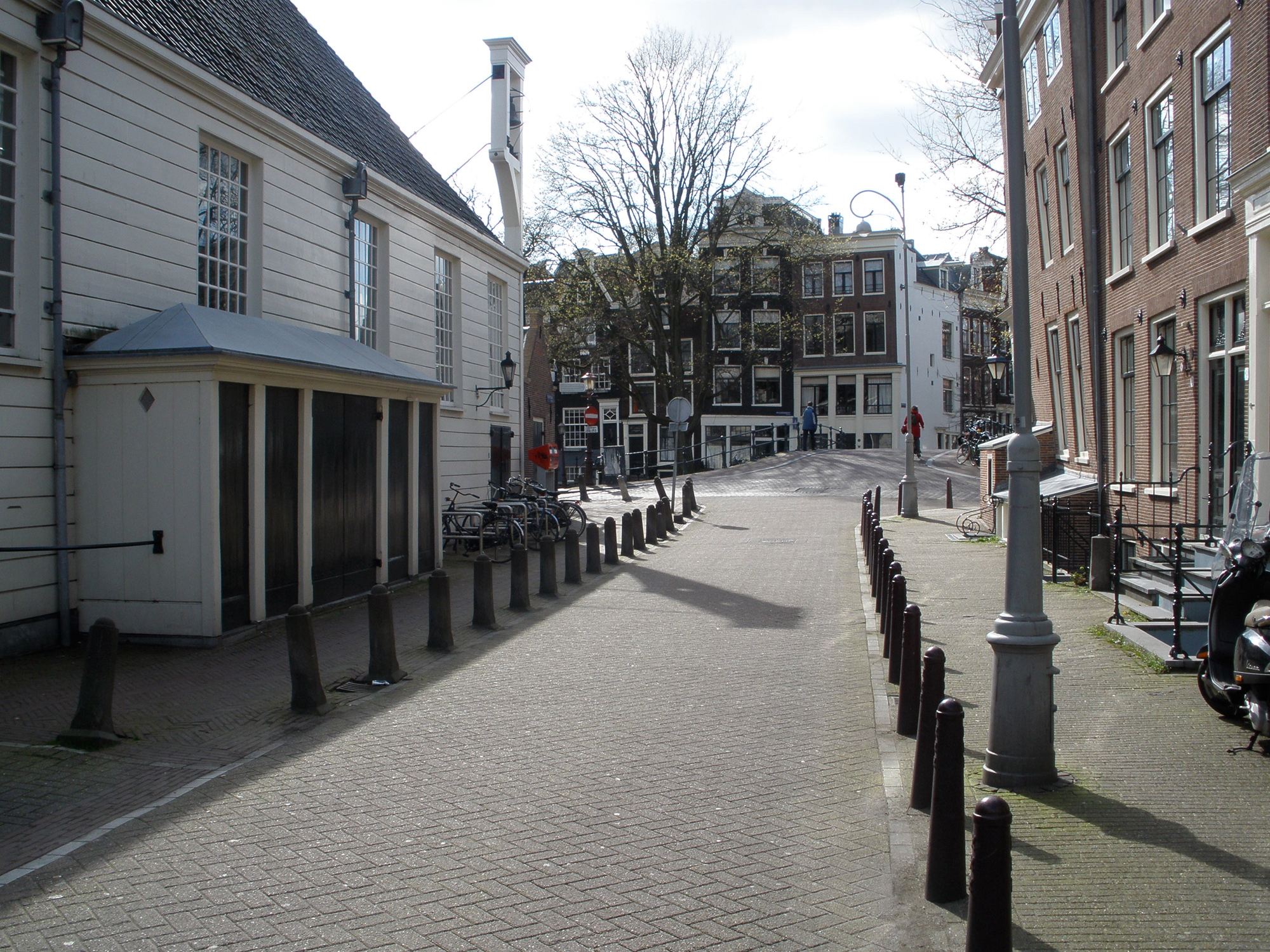
De Kerkstraat, kijkend naar de brug over de Reguliersgracht. Links de Amstelkerk